# Adenophora probatovae
Adenophora probatovae là loài thực vật có hoa trong họ Hoa chuông. Loài này được Andrey Evgenievich Kozhevnikov mô tả khoa học đầu tiên năm 1996 dưới danh pháp Adenophora verticillata var. primorskensis. Năm 2004 tác giả nâng cấp nó thành loài độc lập với danh pháp Adenophora probatovae.